# 天津村 (鳥取県)
天津村（あまつそん）は、鳥取県西伯郡にあった村。現在の西伯郡南部町の一部にあたる。

## 地理
日野川支流・法勝寺川の中流域に位置していた。
- 山岳：手間山（手間要害山）[3]

## 歴史
- 1889年（明治22年）10月1日、町村制の施行により、会見郡境村、福成村、清水川村、阿賀村が合併して村制施行し、天津村が発足[1][2]。旧村名を継承した境、福成、清水川、阿賀の4大字を編成[2]。役場を大字福成に設置[4]。
- 1896年（明治29年）4月1日、郡の統合により西伯郡に所属[2]。
- 1945年（昭和20年）大字福成に天津郵便局開設[2][4]。
- 1955年（昭和30年）3月30日、西伯郡大国村、法勝寺村、上長田村、東長田村と合併し、町制施行し西伯町を新設して廃止された[1][2]。合併後、西伯町大字境・福成・清水川・阿賀となる[2]。

## 産業
- 農業、工業、商業[2]

## 教育
- 第8番学区小学校分校開校[2]。1890年（明治23年）天津簡易小学校に改称[2]。1892年（明治25年）天津尋常小学校に改称[2]。1947年（昭和22年）天津小学校に改称[2]。1967年（昭和42年）西伯小学校に統合され閉校[2]。

## 出身人物
- 植田欣二（農業、鳥取県多額納税者、地主、山陰土地取締役）
- 佐伯忠義（農業、衆議院議員）[5]